# 紀元前512年
紀元前512年（きげんぜんごひゃくじゅうにねん）は、西暦（ローマ暦）による年。
紀元前1世紀の共和政ローマ末期以降の古代ローマにおいては、ローマ建国紀元242年として知られていた。紀年法として西暦（キリスト紀元）がヨーロッパで広く普及した中世時代初期以降、この年は紀元前512年と表記されるのが一般的となった。

## 他の紀年法
- 干支 : 己丑
- 日本
  - 皇紀149年
  - 安寧天皇37年
- 中国
  - 周 - 敬王8年
  - 魯 - 昭公30年
  - 斉 - 景公36年
  - 晋 - 頃公14年
  - 秦 - 哀公25年
  - 楚 - 昭王4年
  - 宋 - 景公5年
  - 衛 - 霊公23年
  - 陳 - 恵公22年
  - 蔡 - 昭侯7年
  - 曹 - 声公3年
  - 鄭 - 献公2年
  - 燕 - 平公12年
  - 呉 - 闔閭3年
- 朝鮮
  - 檀紀1822年
- ベトナム :
- 仏滅紀元 : 33年
- ユダヤ暦 : 3249年 - 3250年

## できごと

### ペルシア
- アケメネス朝のダレイオス1世は周辺各地に遠征軍を送った。そのひとつは、バクトリアから北西インドに達した。

### ギリシア
- トラキア地方のアブデラが、前年に続き、アケメネス朝の攻撃を受ける。

### スキタイ
- スキタイのギリシア植民都市ゲローノスが、アケメネス朝の攻撃を受けて、焼き払われる。

### 中国
- 孫武（『孫子』の著者）が、呉の闔閭の下で、将軍、軍師となる。（おおよその年）
- 呉が鍾呉子を捕らえ、ついで徐を攻め滅ぼした。楚は徐を救援しようとしたが間に合わず、徐子章羽の亡命を受け入れて、夷にとどまらせた。
- 呉王闔閭が呉軍を3軍に分けて楚に遊撃戦を仕掛ける伍子胥の戦略を採用した。

## 死去
- 頃公 - 晋の君主、紀元前525年即位